# Джозеф Маккарті
Джозеф Реймонд Маккарті (англ. Joseph Raymond McCarthy; 14 листопада 1908, Гранд-Шут, Вісконсин — 2 травня 1957, Бетесда, Меріленд) — американський сенатор-республіканець, впливовий політик часів «Холодної війни», організатор Комісії з розслідування антиамериканської діяльності. Від прізвища сенатора походить термін «маккартизм» — обмеження демократичних прав, гоніння лівих сил (комуністів, антивоєнних сил і рухів, гомосексуалів), необґрунтовані звинувачення в нелояльності, зраді, шпигунстві.

## Біографія
Батько Маккарті був наполовину ірландцем, наполовину німцем, а мати — ірландкою. У 14 років він закінчив середню школу, у 20 років здобув вищу юридичну освіту. У 1930-35 роках працював у коледжі.
1942 року під час Другої світової війни Макарті було зараховано до Корпусу морської піхоти США.
1946 року він був висунутий кандидатом у сенат від штату Вісконсин. Отримавши статус сенатора, Маккарті встав на вкрай антикомуністичні позиції, виступаючи за посилення Холодної війни та переслідуючи комуністів. 22 березня 1947 року президент США Гаррі Трумен видав указ 9835, який забороняв прийняття на роботу у державні органи неблагонадійних елементів. Однак Комісія з розслідування антиамериканської діяльності не обмежувалася лише державними службовцями, фактично проводячи позасудові розслідування над багатьма діячами культури та мистецтва.
9 лютого 1950 року, у день Лінкольна, виступаючи у Республіканському жіночому клубі в західновірджинському Вілінзі, Маккарті заявив: «У мене на руках список з 205 співробітників Держдепартаменту, які виявилися або мають членський квиток, або безумовно вірні комуністичної партії, але які, незважаючи ні на що, все ще допомагають формувати нашу зовнішню політику». Потім список було поповнено ще трьома тисячами американських чиновників. У списку крім осіб, зі співчуттям ставилися до комунізму та СРСР, були також гомосексуали. Багато фігурантів списку були звільнені з роботи. Після перевірки книжкових фондів публічних бібліотек було вилучено близько 30 тисяч найменувань книг прокомуністичної спрямованості. 1953 року Маккарті очолив Постійний підкомітет з розслідувань Сенату США та організував серію публічних слухань.
Маккарті стверджував, що комуністи проникли в усі сфери влади у США, у тому числі до сенату та армії. Зокрема, жертвами розв'язаної ним кампанії проти комуністів стало подружжя Розенберг, звинувачене в шпигунстві на користь СРСР.
1954 року тележурналіст Ед Марроу піддав методи Маккарті принизливій критиці. У подальшій публічній дискусії Маккарті зазнав поразки, після чого його кар'єра пішла на спад. Поворотною точкою у падінні Маккарті стали публічні слухання проти армії США, які транслювалися в прямому телевізійному ефірі, і під час яких громадськості стали очевидні негідні методи, які використовував сенатор.
2 грудня 1954 року сенат виніс рішення, що осуджувало поведінку Маккарті.
Маккарті хворів на алкоголізм та більш ніж за півтора року до завершення своїх повноважень, 2 травня 1957 року, помер від гепатиту в лікарні міста Бетесда на 48-му році життя. Похований у місті Епплтон, що в штаті Вісконсин.